# Cadel Evans Great Ocean Road Race 2015 (mannen)
De 1e editie van de wielerwedstrijd Cadel Evans Great Ocean Road Race werd gehouden op 1 februari 2015. De wedstrijd startte en eindigde in Geelong. De wedstrijd maakte deel uit van de UCI Oceania Tour 2015, in de categorie 1.1. De wedstrijd werd gewonnen door de Belg Gianni Meersman. Cadel Evans, die zijn afscheidswedstrijd reed, werd vijfde.

## Deelnemende ploegen
| WorldTour           | ProContinentaal    | Continentaal                | Nationaal       |
| ------------------- | ------------------ | --------------------------- | --------------- |
| Orica-GreenEdge     | Drapac             | African Wildlife Safaris    | UniSA-Australia |
| BMC Racing Team     | Androni Giocattoli | Budget Forklifts            |                 |
| Cannondale-Garmin   | MTN-Qhubeka        | Charter Mason Giant         |                 |
| Etixx-Quick Step    | Unitedhealthcare   | Data#3 Symantec             |                 |
| IAM Cycling         |                    | Navitas Satalyst            |                 |
| Katjoesja           |                    | Search2retain-Health.com.au |                 |
| Team Sky            |                    | Avanti                      |                 |
| Trek Factory Racing |                    |                             |                 |

## Uitslag

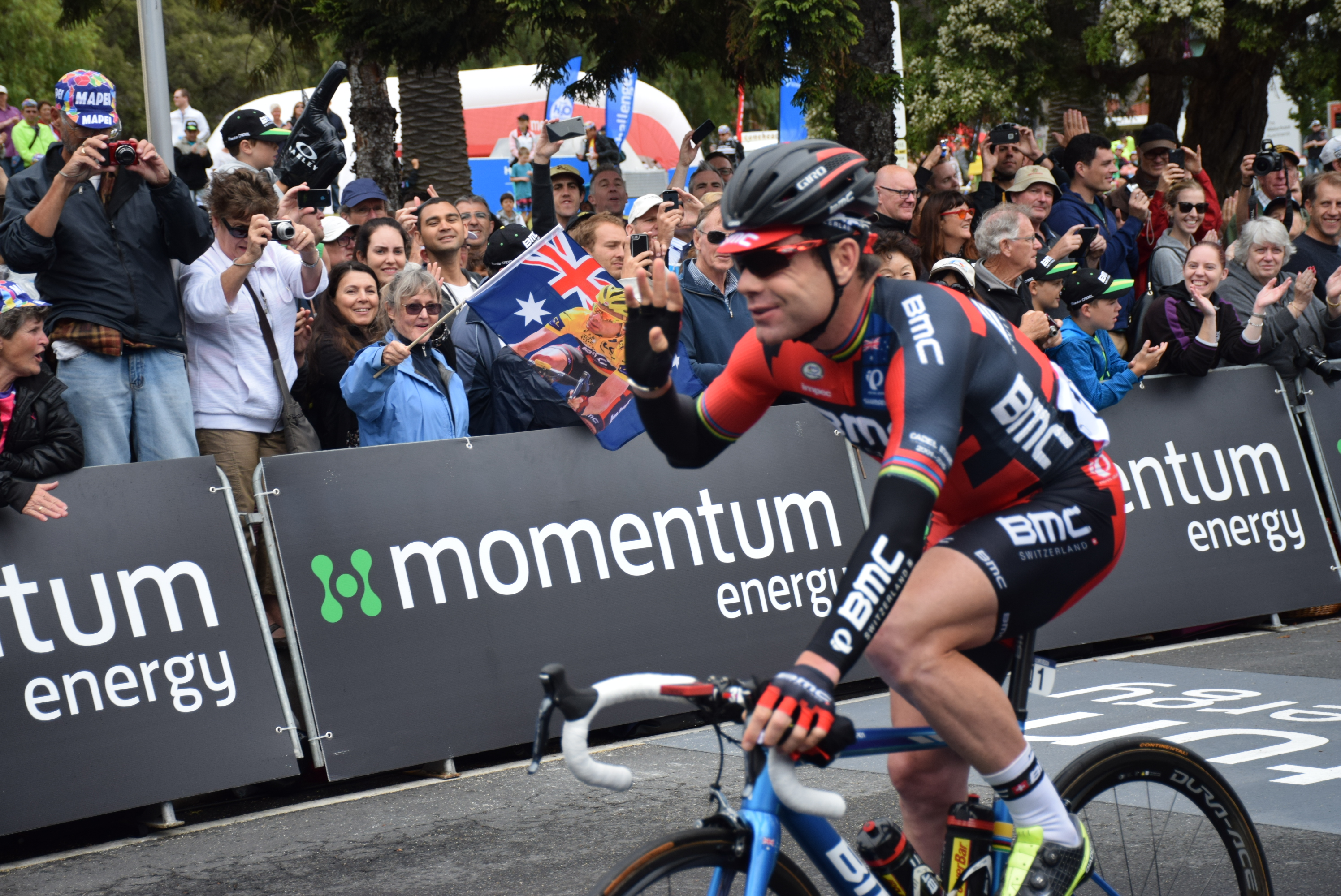
Cadel Evans neemt afscheid van het publiek

| Plaats  | Naam              | Ploeg             | Tijd     |
| ------- | ----------------- | ----------------- | -------- |
| Winnaar | Gianni Meersman   | Etixx-Quick Step  | 4u15'22" |
| 2       | Simon Clarke      | Orica-GreenEdge   | z.t.     |
| 3       | Nathan Haas       | Cannondale-Garmin | z.t.     |
| 4       | Luke Rowe         | Team Sky          | z.t.     |
| 5       | Cadel Evans       | BMC Racing Team   | z.t.     |
| 6       | Giampaolo Caruso  | Katjoesja         | z.t.     |
| 7       | Moreno Moser      | Cannondale-Garmin | z.t.     |
| 8       | Danilo Wyss       | BMC Racing Team   | z.t.     |
| 9       | Peter Kennaugh    | Team Sky          | + 7"     |
| 10      | Heinrich Haussler | IAM Cycling       | + 9"     |
| 11      | Silvan Dillier    | BMC Racing Team   | z.t.     |
| 12      | Alexej Tsatevitsj | Katjoesja         | z.t.     |
| 13      | Patrick Bevin     | Avanti            | z.t.     |
| 14      | Tanner Putt       | Unitedhealthcare  | z.t.     |
| 15      | Pieter Serry      | Etixx-Quick Step  | z.t.     |
| 16      | David de la Cruz  | Etixx-Quick Step  | z.t.     |
| 17      | Samuel Spokes     | Drapac            | z.t.     |
| 18      | Brendan Canty     | Budget Forklifts  | z.t.     |
| 19      | Ian Stannard      | Team Sky          | z.t.     |
| 20      | Richie Porte      | Team Sky          | z.t.     |
|         |                   |                   |          |
| 34      | Stef Clement      | IAM Cycling       | + 1'58"  |

Mannen: 2015 · 2016 · 2017 · 2018 · 2019 · 2020 · 
2021-2022 · 2023 · 2024 · 2025
Vrouwen: 2015 · 2016 · 2017 · 2018 · 2019 · 2020 · 
2021-2022 · 2023 · 2024 · 2025
 Cadel Evans Great Ocean Road Race ·
 Herald Sun Tour